# 巴芬区

巴芬区

巴芬区（法語：Région du Bafing）是科特迪瓦的二级行政区之一，属于沃羅巴區，首府图巴（法語：Touba）。在1997年至2011年间是科特迪瓦的19个一级行政区之一。
区有3个省（département）：
- 图巴省（Département de Touba）
- 科洛省（Département de Koro）
- 瓦尼努省（Département d'Ouaninou）